# ㅒ
ㅒ는 한글의 모음 중 하나로 ㅑ와 ㅣ가 합쳐진 글자이다.
중세 한국어에서는 이중모음 [jaɪ] 소리가 났던 것이 18세기에서 19세기 사이에 ㅐ의 발음 변화와 함께 활음이 붙은 단모음 [jε]로 바뀌었다. 지금의 발음은 'jɛ'이다.
현대 서울 사투리에서는 ㅖ와 발음상의 차이가 점차 사라지고 있고 단지 문자상의 표기법에서만 그 차이를 유지하고 있을 뿐이다.
| 자명 | 얘                           |
| 발음 | 어두 : [ jɛ ], 어중 : [ ʲɛ ] |
| 이음 | 어두 : [ je̞ ], 어중 : [ ʲe̞ ] |

## 코드값
| 종류                  | 글자 | 유니코드 | HTML     |
| --------------------- | ---- | -------- | -------- |
| 한글 호환 자모 영역   | ㅒ   | U+3152   | &#12626; |
| 한글 자모 영역        | ᅟᅤ   | U+1164   | &#4452;  |
| 한양 사용자 정의 영역 |   | U+F810   | &#63504; |
| 반각                  | ￅ    | U+FFC5   | &#65477; |